# 종기버섯강
종기버섯강(Dothideomycetes)은 자낭균문에 속하는 균류 강의 하나이다. 가장 크고 다양성이 높다. 11목 90과 1,300여 속에 약 19,000여 종이 알려져 있다. 전통적으로는 이 종들을 소방형자낭균강(小房型子囊菌綱, Loculoascomycetes)에 포함시켰으나, 현재는 공식 분류로 채택하지 않는다. 이는 이 강을 정의하는 데, 전통적인 형태학적 특징들보다 DNA 염기서열 비교법이 더 중요함을 시사하고 있다.

## 하위 분류
- 종기버섯아강 또는 갈반병균아강 (Dothideomycetidae)
  - Aureoconidiellales
  - 둥근버섯목 또는 그을음병균목 (Capnodiales)
  - Cladosporiales
  - Comminutisporales
  - 종기버섯목 또는 갈반병균목, 흑종병균목 (Dothideales)
  - Mycosphaerellales
  - 흑두병균목 (Myriangiales)
  - Neophaeothecales
  - Phaeothecales
  - Racodiales
- 다포자버섯아강 또는 얇은공버섯아강 (Pleosporomycetidae)
  - Gloniales
  - Jahnulales
  - 입술버섯목 (Hysteriales)
  - 미틸리니디온목 (Mytilinidiales)
  - 다포자버섯목 또는 얇은공버섯목 (Pleosporales)
  - Venturiales
- 분류 불확실 (Incertae sedis)
  - 둥근방버섯목 (Botryosphaeriales)
  - 작은방패버섯목 또는 자루술잔버섯목 (Microthyriales)
  - 자루컵버섯목 (Patellariales)
  - Trypetheliales